# بنيامين
بنيامين بن يعقوب (بالعبرية:בנימין) هو الابن الثاني عشر ليعقوب؛ واسم والدته راحيل بنت لابان، التي أنجبت النبي يوسف قبله؛ ومن ثم بنيامين هو الشقيق الأوحد ليوسف. ومنه السبط الثاني عشر من أسباط بني إسرائيل.
حيث كان ليعقوب (ولقبه إسرائيل) اثنا عشر ولدًا ذكرًا وابنة واحدة هي دينة. وهؤلاء الأبناء الاثنا عشر يدعون بني إسرائيل.

## إخوته
إخوته هم أولاد النبي يعقوب (إسرائيل) ويدعون بنو إسرائيل وهم:
- النبي يوسف وهو شقيق بنيامين وأمهما: راحيل بنت لابان وهي ابنة خال يعقوب.
- روبين وهو أكبر إخوته ويهودا ولاوي وشمعون وزبولون وياساكر وبنتًا واحدة اسمها دينا وأمهم: ليئة بنت لابان وهي أخت راحيل وابنة خال يعقوب.
- دان ونفتالي وأمهما: بلهة.
- جاد وعشير وأمهما: زلفة.

## في القرآن الكريم
جاءت الإشارة إليه في سورة يوسف في القرآن الكريم بأنه الأخ الذي وضع يوسف الصواع في رحله حتى يبقيه عنده، بعد أن أخبره بأنه هو يوسف. وفعل يوسف ذلك حتى يجعل إخوته يتوبوا إلى الله، لأنهم ألقوه في البئر. وطلب منهم يوسف أن يُحضروا أباهم يعقوب إلى مصر. وأعطاهم يوسف قميصه، وأمرهم بأن يلقوا بقميصه على وجه أبيهم فيرتد بصيرًا، وقد كان.

## مقام بنيامين
لبنيامين مقام جنوب لبنان في بلدة محيبيب. وقد سُرق هذا المقام عدة مرات وكان يتم كشف اللصوص في كل مرة. ساهمت الجمهورية الإسلامية الإيرانية في ترميم هذا المقام بعد تحرير جنوب لبنان في 25 مايو سنة 2000.